# Stade Pasienky
Le stade Pasienky est une enceinte sportive située à Bratislava en Slovaquie, où évolue le FK Inter Bratislava.

## Histoire
Le stade Pasienky a été construit en 1962 en tant que stade polyvalent. Il a été le port d'attache du FK Inter Bratislava pendant la majeure partie de son histoire, jusqu'en 2009. Il a également accueilli le FC Petržalka 1898 de 2008 à 2010, le ŠK Slovan Bratislava de 2009 à 2019, jusqu'à l'ouverture du Tehelné pole, qui devient dès lors leur enceinte. Il a également accueilli des matchs de l'équipe de Slovaquie de football de 2009 à 2012.
Il a également été utilisé pour l'Athlétisme (IAAF). Sa capacité actuelle est de 11 591 places.
Depuis 2024, le FK Inter Bratislava y évolue à nouveau.